# Біодоступність (ґрунт)
В довкіллєзнавчих та ґрунтознавчих науках, біодоступність є кількістю елемента або сполуки, яка доступна для поглинання організмом або адсорбції через його клітинну мембрану. В довкіллєзнавчому та сільськогосподарському вжитку, біодоступність найчастіше стосується наявності забруднювачів, таких як органічні забруднювачі або важкі метали, у ґрунтових системах, а також часто застосовується у визначенні потенційного ризику внесення в ґрунт осаду стічних вод або інших неорганічних/органічних відходів.
За невеликим винятком, коріння рослин та ґрунтові організми поглинають забруднювачі, які розчинені у воді. Тому біодоступна фракція часто уподібнюється розчиненій (водній) фракції в цих системах. Залежно від його хімічних властивостей, забруднювач може або не може бути виявлений у водній фазі. Органічні забруднювачі можуть сорбуватися або поглинатися в органічній речовині через слабкі взаємодії Ван дер Ваальса, або через водневі, або ковалентні зв'язки. Йонні сполуки, такі як важкі метали, можуть осідати у тверду фазу. Леткі сполуки можуть втрачатися як аерозолі в атмосфері ґрунту. У цих формах, забруднювачі відносно недоступні для поглинання мікробами або рослинами та перерозчиняються в ґрунтовому розчині, щоб стати біологічно доступними.

## Фактори, що впливають на біодоступність ґрунту
Біодоступність є функцією властивостей ґрунту, часу, умов навколишнього середовища та характеристик рослин та мікробів
- Властивості ґрунту, такі як кислотність ґрунту, ємність іонного обміну ґрунтів, вміст органічної речовини в ґрунті, текстура та пористість впливають на біодоступність. Оскільки ґрунти з вищою ємністю іонного обміну та вмістом органічної речовини мають більше можливостей для адсорбції, вони здебільшого виявляють меншу біодоступність[5].
- У міру збільшення часу контакту між забруднювачем та ґрунтом, спостерігається зниження біодоступності, яке називають «старінням», внаслідок процесів дифузії та сорбції з мінеральними та органічними фракціями ґрунту[5].
- Умови навколишнього середовища впливають на біодоступність. Умови посухи призводять до зниження вмісту води в ґрунті. Це може зменшити доступність розчинених забруднювачів для рослин та організмів, але також може посилити осадження солей з розчину.

## Вимірювання біодоступності в ґрунтових екосистемах
Характеристики ділянки мають великий вплив на біодоступність забруднювачів, і стандартизовані тести не розроблені. Однак існує низка хімічних та біологічних тестів, які використовуються для оцінки біодоступності, включно з безпосереднім вимірюванням біоакумуляції забруднювачів у червоних каліфорнійських черв'яках (Eisenia fetida). Оцінити біодоступність можна також хімічною  ґрунтовою твердофазною екстракцією. Моделювання фугітивності біодоступності засноване на розчинності та розподілі сполук на водну та неводну фази. Ця модель описує тенденцію забруднювачів до розчинення у ґрунтовому розчині.